# San Pedro Regalado (Valladolid)
El Barrio de San Pedro Regalado es un barrio situado en el noroeste de Valladolid. Se encuentra en la zona noroeste camino hacia Santovenia de Pisuerga. De origen obrero, al paso de los años el barrio sufrió un crecimiento medio que llevó a mucha más gente de toda clase social.

## Historia
Su construcción se inició a comienzos de los años 50 por iniciativa del grupo de Hombres de la Acción Católica del Arzobispado de Valladolid, liderado por el sacerdote Marcelo González, que decidió contribuir a resolver la penosa situación que atravesaban en torno a 1000 familias obreras de la ciudad. Marcelo González, don Marcelo, aprovechó su fama como orador para organizar toda clase de conferencias y encuentros que le permitieron entrar en contacto con potenciales donantes.
En 1950, se pudo comprar el primer solar. El proyecto inicial, de 245 viviendas y escuela, fue sensiblemente ampliado. En 1961 se habían construido en número de 543. En torno a estas casas nacieron una guardería para los hijos de las mujeres que madrugaban para recoger la remolacha, un par de grupos escolares, dos institutos filiales de Enseñanza Media, un centro de formación profesional masculino, varias academias profesionales y no pocas instituciones recreativas. El 15 de octubre de 1957, vistió el barrio el representante del Papa en España, el nuncio Ildebrando Antoniutti. En 1959, se estableció el primer párroco de la futura iglesia de San José Obrero (inaugurada en 1963) y llegaron las Misioneras de Jesús, María y José, que se hicieron cargo de la guardería.
Al paso de los años el barrio sufrió un crecimiento que llevó a mucha más gente de toda clase social. 
Por estos días es un barrio moderno con importantes eventos culturales para la ciudad como es la fiesta de san Pedro Regalado. Es zona universitaria debido a las facultades de la Universidad de Valladolid.

## Límites
Forma parte del distrito 8 de la ciudad junto con los barrios de La Rondilla, Sta. Clara-XXV Años de paz, Barrio del Hospital y Barrio España.
Los límites según el Ayuntamiento de Valladolid son las calles: paseo del Cauce (río Esgueva), avenida Santander, calle Costa Brava, Río Pisuerga (margen izquierdo), fin del término municipal, Río Esgueva, Ronda Este, carretera de Renedo, línea ferrocarril Madrid-Irún, Ronda Este, camino del Cementerio.